# Weefseltechnologie

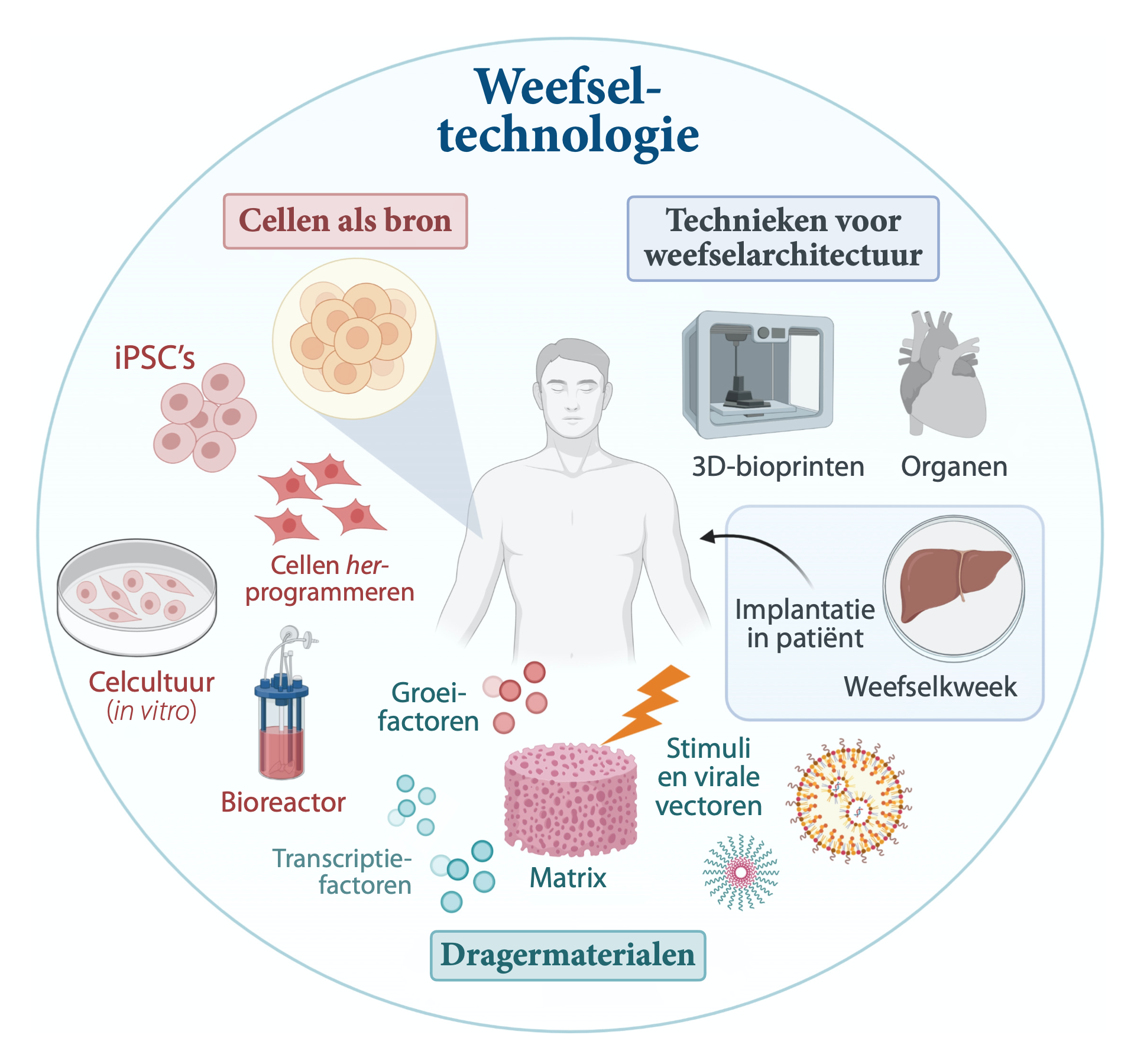
Verschillende aspecten, technieken en toepassingen van weefseltechnologie

Weefseltechnologie (Engels: tissue engineering) is een vorm van biomedische technologie waarin men op kunstmatige wijze biologische weefsels of celproducten kweekt. Een gekweekt weefsel kan op verschillende manieren medisch worden toegepast, bijvoorbeeld door organen die beschadigd zijn door ziekte of verwonding te vervangen of te regenereren. Het kweken van weefsels kan bovendien inzichten geven in de principes van weefselontwikkeling.
Weefseltechnologie maakt gebruik van kennis en methodes uit de celbiologie, materiaalkunde en ontwikkelingsbiologie. Door cellen te laten groeien op een geschikt dragermateriaal, zoals een biologisch afbreekbare matrix, wordt de gewenste weefselarchitectuur bereikt. Veelal voegt men groeifactoren en andere stoffen aan het medium toe, om zo de groei en differentiatie van de cellen te stimuleren. Als het weefsel speciaal voor een patiënt wordt gemaakt, zijn de cellen meestal afkomstig van een biopt.
Weefseltechnologie is een breed onderzoeksgebied dat zich sinds de jaren 2000 snel heeft ontwikkeld. Transplantatie van kunsthuid en kunstkraakbeen is in sommige delen van de wereld goedgekeurd voor de gezondheidszorg. 'Weefseltechnologie' wordt soms synoniem met regeneratieve geneeskunde gebruikt, hoewel deze er meer op is gericht therapieën te ontwikkelen met behulp van stamcellen van de patiënt.

## Omschrijving

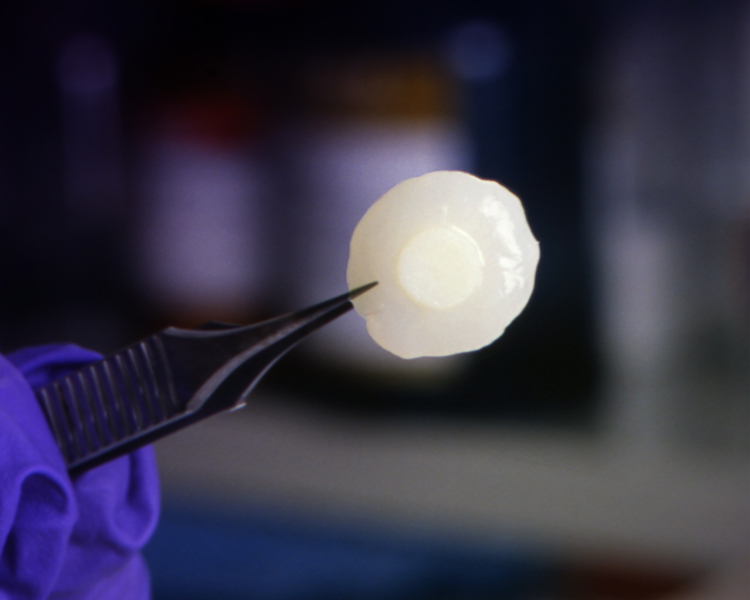
Kunstmatig geweekt stukje kraakbeen, gemaakt uit menselijke stamcellen op een speciaal nanovezelmateriaal.

Weefseltechnologie is praktisch gerichte tak van de biomedische wetenschappen en biotechnologie. Het onderzoeksgebied overlapt met andere disciplines, zoals materiaalkunde, rapid prototyping, celbiologie en ontwikkelingsbiologie. Door de medische toepasselijkheid heeft weefseltechnologie ook raakvlakken met geneeskunde en (transplantatie)chirurgie. De biotechnoloog Robert Langer, een van de pioniers van de weefseltechnologie, stelde in 1993 de volgende definitie voor:
Tissue engineering is a field that applies the principles of engineering and life sciences toward the development of biological substitutes that restore, maintain, or improve tissue function or a whole organ.
Vanaf de jaren 2010 hebben zich verschillende technische ontwikkelingen voorgedaan die van groot nut zijn geweest voor weefseltechnologie, zoals 3D-printing van biomaterialen, een vergaande integratie met nanotechnologie, nieuwe stamceltechnologieën (waaronder geïnduceerde pluripotente stamcellen) en verbeterde genetische manipulatietechnieken zoals CRISPR. Gekweekte weefsels kunnen worden gebruikt om ziektes te modelleren, nieuwe geneesmiddelen te testen en gepersonaliseerde therapieën te ontwikkelen. Als de differentiatie van het weefsel voldoende gecontroleerd wordt, kan men zelfs een functioneel miniatuurorgaan laten groeien (organoïde).
Enkele uitdagingen binnen het veld van de weefseltechnologie zijn de ontwikkeling van nieuwe, meer complexe functies, biomechanische stabiliteit en de verbeterde vascularisatie (de aangroei van bloedvaten) in het gekweekte weefsel. Ook afstoting van het weefsel door de patiënt na transplantatie blijft een probleem, waardoor de focus van weefseltechnologie is komen te liggen op de bron van de cellen waarmee men begint.
| Voorbeeld                 | Beschrijving |
| ------------------------- | --- |
| huid                      | Het genereren van functioneel huidweefsel om ernstige littekens of huidverwondingen, zoals brandwonden, te vervangen                               |
| kunstlever, AMC-BAL       | Het genereren van menselijke hepatocyten in een holle bioreactor die de verschillende fysiologische functies van een lever nabootsen               |
| kunstmatige alvleesklier  | Het genereren van cellen met een insuline-afscheidende werking die bij patiënten met suikerziekte de bloedsuikerspiegel reguleren                  |
| kraakbeen                 | Het laten groeien van kraakbeen, in vitro of op een draagmateriaal, kan bij patiënten worden ingezet met kraakbeenaandoeningen, zoals in de knieën |
| kunsthart of -hartkleppen | Het maken van kloppend (samentrekkend) hartweefsel om beschadigde delen van het hart te vervangen, vaak na ischemische schade bij een hartinfarct  |
| kweekvlees                | De productie van eetbaar weefsel uit dierlijke stamcellen in vitro                                                                                 |

## Cellen als bouwstenen
Het kunstmatig kweken van weefsels begint altijd met cellen. Cellen worden geïsoleerd, in een geschikte omgeving gelegd en zodanig gemanipuleerd dat ze zich zullen delen en differentiëren tot een functioneel weefsel. Meestal worden er groeifactoren en transcriptiefactoren aan het medium toegevoegd om deze processen te stimuleren. De keuze van het celtype is van groot belang voor het uiteindelijke weefsel dat men krijgt: fibroblasten zullen onder de juiste omstandigheden uitgroeien tot huidweefsel, chondrocyten tot kraakbeen, en hepatocyten tot leverweefsel.

### Stamcellen

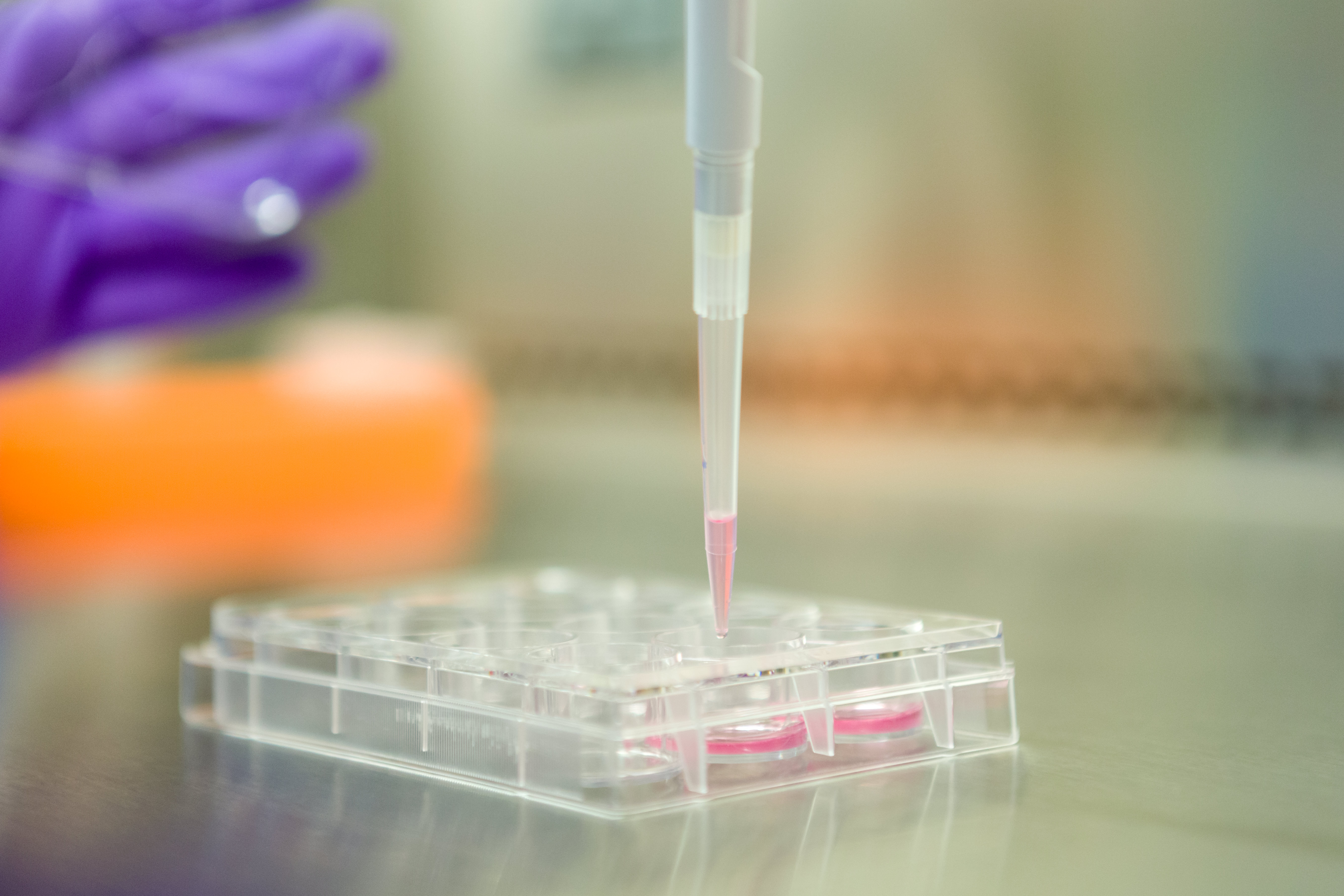
Cultuur van geïnduceerde pluripotente stamcellen voor onderzoek

Stamcellen zijn ongedifferentieerde cellen die het vermogen hebben om (in cultuur) te groeien en aanleiding te geven tot verschillende, gespecialiseerde celtypen. Stamcellen worden, naar hun oorsprong, onderverdeeld in volwassen stamcellen en embryonale stamcellen. Hoewel er ethische bezwaren zijn rond het gebruik van embryonale stamcellen, zijn weefseltechnologen het erover eens dat een andere alternatieve bron – de zogenaamde geïnduceerde pluripotente stamcellen – even nuttig kunnen zijn voor het kweken van weefsels.
Geïnduceerde pluripotente stamcellen (iPSC's) worden gevormd door stamcellen, uit de huid of het bloed,  te herprogrammeren. Door transcriptiefactoren toe te voegen of via genetische manipulatie met virussen, kunnen deze cellen teruggebracht worden naar een embryonaal-achtige, pluripotente toestand. Geïnduceerde pluripotente stamcellen werden voor het eerst gemaakt in 2006, en zijn inmiddels een hoeksteen van de regeneratieve geneeskunde. Ze kunnen gebruikt worden om bèta-cellen te maken voor diabetespatiënten, bloedcellen voor leukemiepatiënten, en zenuwcellen voor mensen met hersenziekten.

## Dragermaterialen
Een dragermateriaal (Engels: scaffold) is de structuur waarop cellen worden aangebracht. Dragermaterialen zijn speciaal ontworpen om cellen makkelijk te laten uitgroeien tot een weefsel. Het dragermateriaal zorgt er tevens voor dat het weefsel in zijn gepaste vorm groeit. Functioneel gezien is het dragermateriaal het equivalent van de extracellulaire matrix. Het vervult drie belangrijke functies: het stelt de cellen in staat om zich vast te zetten en te migreren, het absorbeert en verdeelt toegevoegde biochemische stoffen (factoren) en geleidt secretie-eiwitten, en het beïnvloedt het delingsgedrag van de cellen door hen mechanisch te beïnvloeden.

Animatie van een koolstofnanobuis, die gebruikt worden als dragermaterialen doordat ze biocompatibel zijn, dus veilig te gebruiken in het lichaam.

Om een medisch inzetbaar weefsel te kweken, moeten draagmaterialen aan specifieke vereisten voldoen. Hoge porositeit is nodig om cellen overal in de matrix te krijgen en diffusie van voedingsstoffen te vergemakkelijken. Biologische afbreekbaarheid is vaak een essentiële factor: het dragermateriaal moet bij voorkeur in het gekweekte weefsel 'geabsorbeerd' worden en niet na afloop chirurgisch verwijderd worden. De snelheid waarmee afbraak plaatsvindt, moet samenvallen met de snelheid van weefselvorming. Uiteindelijk vormen de cellen namelijk zelf een extracellulaire matrix, en nemen daarbij de soliditeit van het dragermateriaal over. Onderzoek naar het 3D-printen van organen laat zien dat een goede beheersing van de micro-omgeving cruciaal is om op reproduceerbare wijze weefsels te kweken.

### Materiaalkeuze
De materialen die gebruikt kunnen worden voor weefseltechnologie kunnen organisch of synthetisch zijn. Een belangrijke vereiste is dat het materiaal biocompatibel is, wat wil zeggen dat cellen er aan kunnen hechten, op kunnen groeien en het materiaal veilig in het lichaam kan worden geplaatst. Siliconen zijn synthetische, niet-afbreekbare stoffen die zeer biocompatibel zijn, en daarom bij sommige toepassingen van weefseltechnologie geschikt als dragermateriaal.

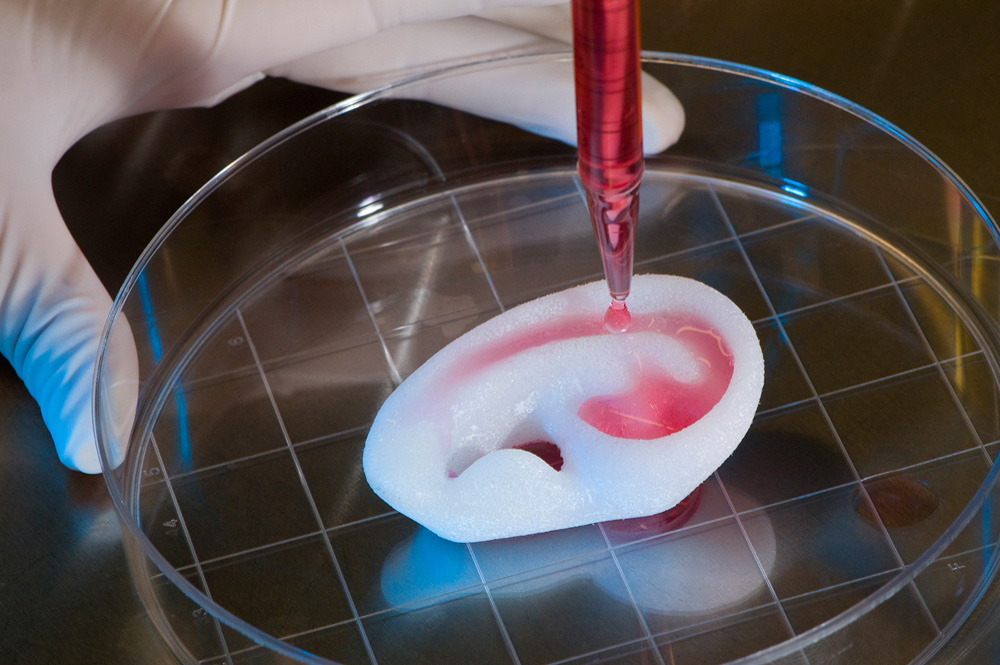
Op het witte, poreuze dragermateriaal in de vorm van een menselijk oor, wordt een oplossing met stamcellen gepipetteerd.

De keuze van het materiaal hangt af van het soort weefsel dat men wilt kweken; er zijn maar weinig veelzijdige dragermaterialen die alle weefseltypen ondersteunen. Botweefsel groeit bij voorkeur op harde, keramische materialen, zoals hydroxyapatiet. Zachte weefsels groeien beter op flexibelere biomaterialen, zoals collageen of proteoglycanen. Een veel gebruikt, redelijk veelzijdig dragermateriaal is polymelkzuur (PLA). Dit is een polyester die op een afstelbaar tempo in het lichaam wordt afgebroken tot melkzuur, een organisch zuur dat het lichaam veilig kan afvoeren.
Veel onderzoek binnen de weefseltechnologie is gericht op het ontwikkelen van nieuwe dragermaterialen. De focus ligt op het verbeteren van biocompatibiliteit, afbreekbaarheid, mechanische eigenschappen, en architectuur van het dragermateriaal. Opschaalbaarheid en een kostefficiënte productie zijn eveneens belangrijke aandachtspunten. In sommige dragermaterialen worden angiogenetica, ontstekingsremmers of antibiotica geïncorporeerd om respectievelijk de aangroei van bloedvaten te stimuleren, of om complicaties na de transplantatieprocedure te voorkomen.